# Gestreepte rietuil
De gestreepte rietuil (Leucania obsoleta, was Mythimna obsoleta) is een nachtvlinder uit de familie van de Noctuidae, de uilen. De vlinder heeft een voorvleugellengte van 15 tot 18 millimeter. De soort komt verspreid over Europa voor. De soort overwintert als volgroeide rups.

## Waardplant
De gestreepte rietuil heeft riet als waardplant.

## Voorkomen in Nederland en België
De gestreepte rietuil is in Nederland en België een niet zo gewone soort. In Nederland zijn de waarnemingen geconcentreerd in het westen, midden en zuidoosten van het land, in België vooral in Vlaanderen.De vliegtijd is van begin mei tot eind juli in één generatie.